# Rahvuskogu

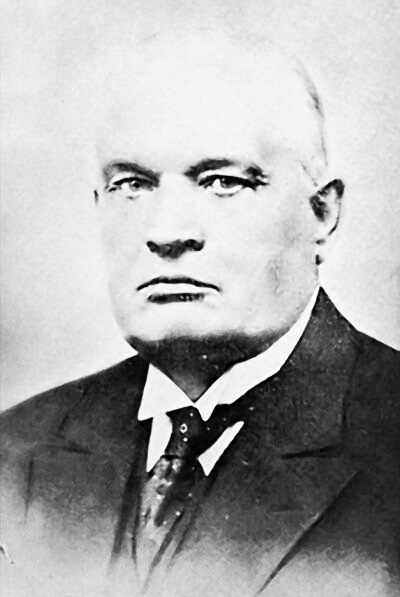
Ministerpräsident und amtierender Staatspräsident Konstantin Päts

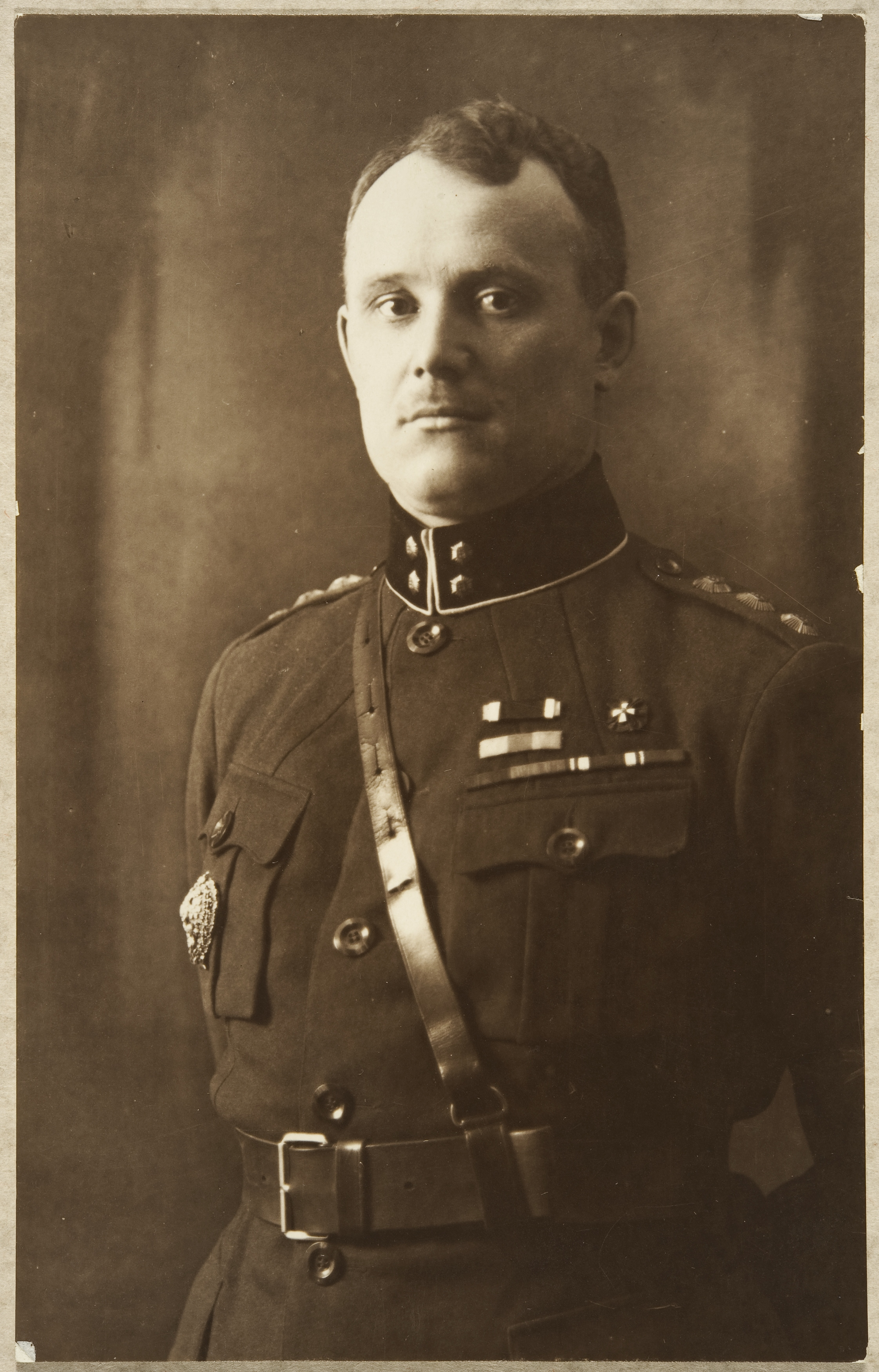
Johan Laidoner, der gemeinsam mit Päts im März 1934 putschte

Der Rahvuskogu („Nationalversammlung“) war 1937 die verfassungsgebende Versammlung der Republik Estland. Sie arbeitete ein neues Grundgesetz aus, das am 1. Januar 1938 in Kraft trat.

## Vorgeschichte
In einem unblutigen Staatsstreich hatte am 12. März 1934 der estnische Ministerpräsidenten und amtierende Staatspräsident Konstantin Päts mit Unterstützung des Militärs unter Führung von Johan Laidoner die Macht im Land übernommen. Laidoner wurde am selben Tag zum Oberkommandieren der Streitkräfte ernannt.
Päts wollte mit seiner Aktion einem sicher geglaubten Erfolg des rechtsextremen „Bundes der Freiheitskämpfer“ (Eesti Vabadussõjalaste Liit) bei den für den 3. Mai 1934 terminierten Parlaments- und Präsidentenwahlen entgegentreten. Die beiden bürgerlichen Kandidaten für das Präsidentenamt, Konstantin Päts für den „Bund der Landwirte“ (Põllumeeste Kogud) sowie Johan Laidoner für die „Nationale Zentrumspartei“ (Rahvuslik Keskerakond) und den „Siedlerverbands“ (Asunike Koondis), fürchteten nicht zu Unrecht einen überwältigenden Wahlsieg von Andres Larka vom Bund der Freiheitskämpfer.

## Weg in den Polizeistaat
Die Regierung verhängte den Ausnahmezustand („Verteidigungszustand“) für sechs Monate und ließ etwa vierhundert politische Gegner verhaften, zum allergrößten Teil Mitglieder des Bundes der Freiheitskämpfer. Politische Treffen und Demonstrationen wurden verboten. Die Mandate des Bundes der Freiheitskämpfer, der bei den Kommunalwahlen Ende 1933 große Erfolge verzeichnen konnten, wurden annulliert.
Die Parlaments- und Präsidentenwahlen wurden durch einen Erlass von Ministerpräsident Päts vom 19. März 1934 „bis zum Ende des Ausnahmezustands“ verschoben. In einer nachträglichen Entscheidung bestätigte der Estnische Staatsgerichtshof (Riigikohus) Ende 1936 die Rechtmäßigkeit der Verhängung des Ausnahmezustands und der Verschiebung der Wahlen.
Ministerpräsident Päts setzte die seit dem 24. Januar 1934 gültige Verfassung de facto außer Kraft und errichtete in den folgenden Monaten einen Polizeistaat, der sich vor allem auf Armee, Polizei und Inlandsgeheimdienst stützte. Er ließ die Staatsverwaltung nach politischen Gegner durchforsten und entließ missliebige Beamte und Richter.
Am 7. September 1934 wurde der Ausnahmezustand um ein weiteres Jahr verlängert (dann jeweils in den Septembermonaten der Jahre 1935, 1936 und 1937 um weitere zwölf Monate). Das estnische Parlament (Riigikogu) trat nach dem 2. Oktober 1934 auf Druck der Regierung nicht mehr zusammen. Estland blieb damit de facto ohne Legislative. Regierungschef Päts regierte mit Erlassen, die Gesetzeskraft hatten.
Im Herbst 1934 ernannte Päts in Absprache mit Laidoner Karl Einbund (später estnisiert in Karel Eenpalu) als dritten starken Mann des Regimes zum Innenminister und stellvertretenden Ministerpräsidenten.
Am 5. März 1935 erließ der Innenminister ein Verbot der politischen Betätigung der Parteien. An ihre Stelle trat zwei Tage später die neu gegründete Vaterlandsunion (Isamaaliit) als parteiübergreifende „Kultur“-Vereinigung des Regimes. Gleichzeitig schuf die Regierung zwischen 1934 und 1936 fünfzehn neue (berufs-)ständische Vereinigungen, die ähnlich dem österreichischen Vorbild die politischen Interessen der verschiedenen Bevölkerungsgruppen artikulieren sollten.
Im März 1935 wurde die regierungskritische Zeitung Maaleht verboten und das ebenfalls kritische Blatt Postimees von der Regierung übernommen. Im Dezember 1935 holte die Regierung zu einem neuen Schlag gegen die Mitglieder des ehemaligen Bundes der Freiheitskämpfer aus und zerschlug in einer Verhaftungswelle die Bewegung vollständig.

## Einberufung des Rahvuskogu
1934/35 konsolidierte Konstantin Päts seine autoritäre Herrschaft, die sich auf die Zustimmung eines beachtlichen Teils der estnischen Bevölkerung stützen konnte.
Gleichzeitig verbesserten sich die Weltkonjunktur sowie die wirtschaftliche Lage in Europa spürbar. Estland wandelte sich mehr und mehr von einem Agrar- zu einem Industrieland. Die noch unter der Vorgängerregierung beschlossene Abwertung der estnischen Krone begünstigte die Exporte. Gleichzeitig wurden die heimischen Bauern vor günstigen Agrarimporten geschützt. Staatliche Eingriffe des autoritären Regimes wirkten sich im Vergleich zum zuvor herrschenden weitgehend ungezügelten Kapitalismus merklich positiv auf Wirtschaftswachstums und Wohlstandssteigerung breiter Schichten der Bevölkerung aus. Die volkswirtschaftliche Kehrseite waren eine rapide wachsende Auslandsverschuldung und ein Wertverlust der eigenen Währung.
Ende 1935 beschloss die nunmehr fest im Sattel sitzende Regierung, das politische System wieder auf ein geordnetes staatsrechtliches Fundament zu stellen. In Frage stand die Änderung der bestehenden Verfassung oder die Ausarbeitung eines neuen Grundgesetzes. Die Herrschaft von Päts, Laidoner und Eenpalu sollte dabei nicht in Frage gestellt werden. Zum Zwecke der Propagierung einer neuen Verfassung ließ Päts die „Volksfront zur Schaffung des Grundgesetzes“ (Põhiseaduse Elluviimise Rahvarinne) ins Leben rufen.
Am 8. Januar 1936 erließ Konstantin Päts das Dekret Nr. 3. Darin setzte er eine Volksabstimmung an. Das Volk als höchster Souverän sollte über die Frage der Einberufung einer verfassungsgebenden Versammlung, dem Rahvuskogu („Nationalversammlung“), entscheiden. Die Grundzüge der neuen Verfassung waren in der Volksabstimmung vorgegeben: die Staatsgewalt geht vom Volke aus; die Republik Estland regiert ein gewähltes Staatsoberhaupt, das die Regierung ernennt; die Regierung arbeitet mit einer bikameralen Volksvertretung gleichgewichtig zusammen.
Die Nationalversammlung sollte aus zwei Kammer bestehen. Der ersten Kammer sollten achtzig gewählte Volksvertreter angehören, die auf Grundlage allgemeiner, freier und gleicher Wahlen bestimmt werden. Die zweite Kammer bestand aus vierzig Mitgliedern. Ihre Benennung oblag verschiedenen estnischen Institutionen sowie dem Regierungschef selbst.

## Volksabstimmung
Die Volksabstimmung über die Einberufung des Rahvuskogu fand vom 23. bis 25. Februar 1936 statt. Eine freie politische Auseinandersetzung war im herrschenden Polizeistaat nicht möglich. Das Ergebnis entsprach dem Willen der Regierung.
Am 6. März verkündete der Hauptwahlausschuss das Endergebnis. Danach hatten 629.217 abstimmungsberechtigte Bürger an der Volksabstimmung teilgenommen. 474.218 stimmten für die Einberufung des Rahvuskogu (62,4 %), 148.824 dagegen. 6.175 Stimmen waren ungültig. Damit war die Volksabstimmung, die Konstantin Päts zur Einberufung des Rahvuskogu ermächtigte, erfolgreich.
Bemerkenswert war, dass in der zweitgrößten estnischen Stadt Tartu mit der bedeutendsten Universität des Landes die Mehrheit gegen die Nationalversammlung gestimmt hatte.

## Opposition

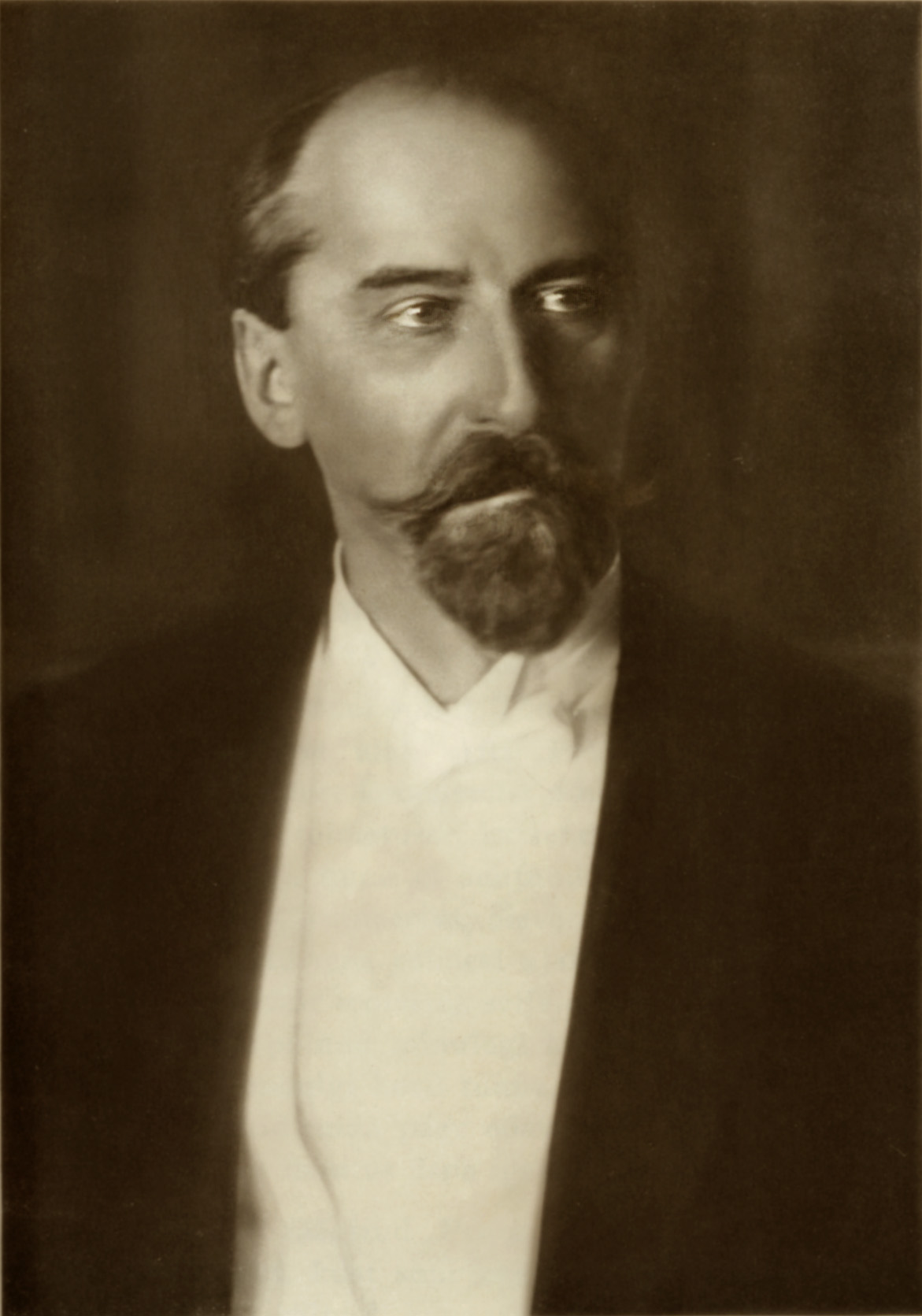
Päts’ demokratischer Gegenspieler, der ehemalige Regierungschef und frühere Eigentümer der Zeitung Postimees Jaan Tõnisson

Die Opposition boykottierte sowohl die Abstimmung als auch die anschließenden Wahlen zur ersten Kammer des Rahvuskogu. Am 30. Oktober 1936 schrieben die vier ehemaligen Regierungschefs Jaan Teemant, Jaan Tõnisson, Juhan Kukk und Ants Piip ein „Memorandum“ (märgukiri) an Regierungschef Päts. Sie forderten darin unmissverständlich, die Beschränkung der Freiheitsrechte aufzuheben. Sie warfen der Regierung vor, Estland in einen Polizeistaat zu verwandeln. Eine Rückkehr zur Demokratie müsse unverzüglich in die Wege geleitet werden.
Die estnische Regierung ignorierte das Schreiben völlig. Nur durch die finnische Presse gelangte es dennoch in die estnische Öffentlichkeit. Die Verfasser boykottierten daraufhin die Volksabstimmung. Ihnen schlossen sich die Nationale Zentrumspartei (Rahvuslik Keskerakond), der Siedlerbund (Asunike Koondis) und der rechte Flügel der Sozialisten an.

## Wahlen zur ersten Kammer
Die Wahlen zur ersten Kammer des Rahvuskogu fanden vom 12. bis 14. Dezember 1936 statt.
Die Wahl fand zum ersten Mal in der estnischen Verfassungsgeschichte nach dem Mehrheitswahlrecht statt. Hierzu wurde Estland in achtzig Wahlkreise aufgeteilt. Passives Wahlrecht hatten alle estnischen Staatsbürger, die mindestens 25 Jahre alt waren, einhundert Unterstützerunterschriften vorlegen konnten und eine Kaution von 250 Kronen hinterlegt hatten.
Insgesamt stellten sich 113 Kandidaten zur Wahl. In Wahlkreisen, in denen nur ein Kandidat zur Wahl stand, war dieser automatisch gewählt, ohne dass es zu einer Stimmabgabe kam. Dies war in fünfzig Wahlkreisen der Fall.
Traten mehr als zwei Kandidaten in einem Wahlkreis an genügte die einfache Mehrheit der Stimmen. In den Wahlkreisen, in denen ein Urnengang stattfand, war die Wahlbeteiligung gering.

## Mitglieder der zweiten Kammer
Die vierzig Mitglieder der zweiten Kammer wurden durch verschiedene Institutionen bestimmt:
- zwei Vertreter der Richterschaft
- zwei Vertreter der Kommunalkörperschaften
- dreizehn Vertreter wirtschaftlicher oder berufsständischer Körperschaften
- ein Vertreter der Kulturselbstverwaltungen der Minderheiten
- zwei Vertreter der Universitäten (je ein Vertreter der Universität Tartu und des Technischen Instituts Tallinn)
- je zwei Vertreter der Kaitseliit und der Träger des Freiheitskreuzes
- zwei Vertreter der Kirchen (der Bischof der Estnischen Evangelisch-Lutherischen Kirche und der Metropolit der Estnischen Apostolisch-Orthodoxen Kirche)
- zehn Mitglieder, die vom Staatsältesten ernannt werden

Die Vertreter wurden jeweils nach den entsprechenden Vorschriften der Körperschaften bestimmt. Vertreter der Deutsch-Balten war Hellmuth Weiss (1900–1992).

## Arbeiten des Rahvuskogu

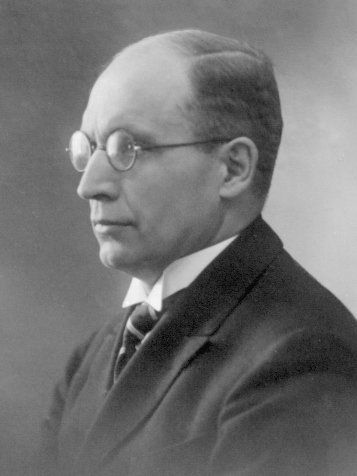
Jüri Uluots, Vorsitzender der ersten Kammer des Rahvuskogu

Die Nationalversammlung wurde für den 18. Februar 1937 einberufen. In der ersten Sitzung fand die Vereidigung der Mitglieder statt. Zum Vorsitzenden der ersten Kammer wurde Jüri Uluots gewählt, zum Vorsitzenden der zweiten Kammer Mihkel Pung. Mit ihrem Zusammentritt übernahm der Rahvuskogu auch die legislativen Aufgaben des estnischen Parlaments.
Der Rahvuskogu hatte sechs Monate Zeit zur Ausarbeitung einer neuen Verfassung. Die beiden Kammern arbeiteten getrennt voneinander. Meinungsverschiedenheiten sollten im Kompromiss gelöst werden. Sollte dies nicht möglich sein, entschied eine gemeinsame Sitzung, in der die Mehrheit der Stimmen maßgebend war.
Vorbild der neuen Verfassung sollte auf Päts’ Initiative vom 23. Februar 1937 die polnische Verfassung von 1935. Drei Tage nach ihrer Einberufung nahm der Rahvuskogu Päts’ Entwurf als Grundlage der Arbeiten an. Großen inhaltlichen Anteil hatte Päts’ Vertrauter Johannes Klesment.

## Neue Verfassung
In seiner gemeinsamen Sitzung beider Kammern nahm der Rahvuskogu am 28. Juli 1937 die neue estnische Verfassung an. 115 Mitglieder votierten für den Entwurf, drei dagegen und zwei enthielten sich der Stimme.
Gleichzeitig nahm der Rahvuskogu verschiedene Ausführungsgesetze zur Staatsorganisation an, unter anderem das Gesetz über die Wahl des Staatspräsidenten, das Gesetz über die Wahl des Riigivolikogu, das Gesetz über die Bildung des Riiginõukogu, das Gesetz über die Besoldung des Staatspräsidenten sowie ein Gesetz mit Übergangsbestimmungen.
Am 13. August 1937 beendete der Rahvuskogu seine Tätigkeit. Die feierliche Abschlusssitzung fand vier Tage später statt. Die neue Verfassung wurde am 17. August 1937 von Konstantin Päts unterzeichnet und am 3. September im Staatsanzeiger (Riigi Teataja) veröffentlicht. Das neue Grundgesetz trat am 1. Januar 1938 in Kraft.